# Zabójstwo Zdzisława Karosa
Zabójstwo Zdzisława Karosa – zamach dokonany 18 lutego 1982 w Warszawie, w wyniku którego zamordowany został sierżant Milicji Obywatelskiej Zdzisław Karos oraz ranny pasażer tramwaju.
Napad miał miejsce w godzinach rannych 18 lutego 1982 w tramwaju linii 24, jadącym ulicą Obozową w kierunku Śródmieścia. Dokonano go w celu zdobycia służbowej broni sierżanta Zdzisława Karosa. W trakcie próby rozbrojenia funkcjonariusza wywiązała się szarpanina, po której jeden ze sprawców, Robert Chechłacz oddał strzał. W jego wyniku ranny został sierżant Karos i jeden z pasażerów (rykoszet). Sprawca zbiegł, a ranny (postrzał w brzuch) funkcjonariusz został przewieziony do szpitala, w którym zmarł 23 lutego.
W czasie śledztwa ustalono wszystkich członków związku zbrojnego z Grodziska Mazowieckiego, do którego należał zabójca.  Aresztowań dokonano 4 marca.
Na rozprawy sądowe aresztowani dowożeni byli z więzienia przy ulicy Rakowieckiej. Sąd Warszawskiego Okręgu Wojskowego wydał wyrok 8 września 1982. Wśród 8 skazanych osób był uczestnik zamachu Robert Chechłacz i ksiądz Sylwester Zych, który oskarżony został o próbę obalenia siłą ustroju Polskiej Rzeczypospolitej Ludowej i przynależność do organizacji zbrojnej. Powodem oskarżenia księdza było przechowywanie przez niego pistoletu TT, z którego został postrzelony sierżant Karos. Media pisały o pomocy księdza w zabójstwie. Robert Chechłacz został skazany na 25 lat pozbawienia wolności, 8 lat pozbawienia praw publicznych i 10 tysięcy złotych grzywny. Sylwestrowi Zychowi sąd wymierzył karę 4 lat pozbawienia wolności, jednak Sąd Najwyższy, 19 listopada, rozpatrując sprawę w drugiej instancji, na wniosek prokuratury, podwyższył karę do 6 lat.